# اسکی کوناجیک (پوزانتی)
اسکی کوناجیک (به ترکی استانبولی: Eskikonacık) یک منطقهٔ مسکونی در ترکیه است که در پوزانتی واقع شده‌است.